# Richard Coudenhove-Kalergi

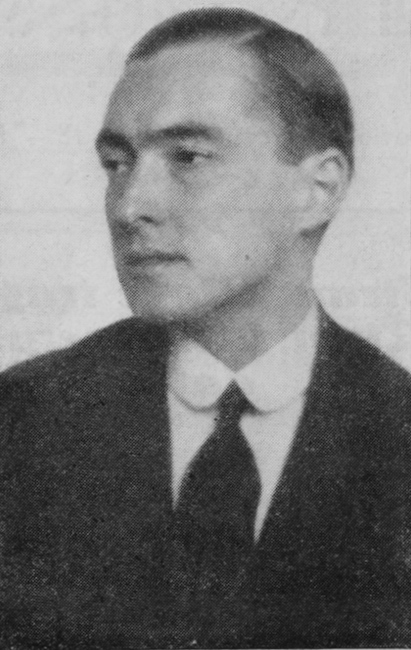
Richard Coudenhove-Kalergi (1926)

Richard Nikolaus Coudenhove-Kalergi (16 tháng 11 năm 1894 - 27 tháng 7 năm 1972) là một chính trị gia người Áo.
Ông là đoạt Giải Charlemagne vào năm 1950.

## Các công trình
- Pan-Europa 1923
- Praktischer Idealismus 1925
- Kampf um Paneuropa 1925–1928
- Totaler Mensch – Totaler Staat 1937
- Die Europäische Nation 1953
- Ein Leben für Europa 1966
- Weltmacht Europa 1971